# 灵性诗歌
2001年北京《诗刊》的编辑、蓝色老虎诗歌沙龙等诗人提出了灵性诗歌的写作概念，第二年他们推出了灵性诗歌的创作理论。
灵性诗歌认为，诗歌写作是“灵”和“性”的结合，它们的存在意义在诗歌之上。
灵性诗歌的主要活动空间是哭与空诗歌论坛，其代表诗人有天乐、蓝野、于贞志、周公度、王珍、宋尾、伊人、疼痛等。

## 相关连接
- 中国诗歌库
- 中国诗歌史 （页面存档备份，存于）